# Boston Marathon 1976
De Boston Marathon 1976 werd gelopen op maandag 19 april 1976. Het was de 80e editie van deze marathon.
De Amerikaanse Kim Merritt won bij de vrouwen in 2:47.10.
In totaal finishten er 1161 marathonlopers, waarvan 1133 mannen en 28 vrouwen.

## Uitslagen

### Mannen
| rang   | naam            | land | tijd    |
| ------ | --------------- | ---- | ------- |
| Goud   | Jack Fultz      | USA  | 2:20.19 |
| Zilver | Mario Cuevas    | MEX  | 2:21.13 |
| Brons  | Jose Dejesus    | PUR  | 2:22.10 |
| 4      | Jack Foster     | NZL  | 2:22.30 |
| 5      | James Berka     | USA  | 2:24.32 |
| 6      | Eduardo Pacheco | PUR  | 2:25.11 |
| 7      | Kim Burke       | USA  | 2:26.11 |
| 8      | Ron Kurrle      | USA  | 2:26.22 |
| 9      | Don Slusser     | USA  | 2:26.40 |
| 10     | David Fiskin    | NZL  | 2:26.43 |

### Vrouwen
| rang   | naam              | land | tijd    |
| ------ | ----------------- | ---- | ------- |
| Goud   | Kim Merritt       | USA  | 2:47.10 |
| Zilver | Michiko Gorman    | USA  | 2:52.27 |
| Brons  | Dorothy Doolittle | USA  | 2:56.26 |
| 4      | Gayle Barron      | USA  | 2:58.23 |
| 5      | Nancy Kent        | USA  | 3:00.53 |
| 6      | Marilyn Bevans    | USA  | 3:01.22 |
| 7      | Claire Spauwen    | NED  | 3:04.46 |
| 8      | Harue Yamamoto    | JPN  | 3:05.36 |
| 9      | Lisa Lorrain      | USA  | 3:11.01 |
| 10     | Liane Winter      | GER  | 3:12.44 |

1897 ·
1898 ·
1899 ·
1900 ·
1901 ·
1902 ·
1903 ·
1904 ·
1905 ·
1906 ·
1907 ·
1908 ·
1909 ·
1910 ·
1911 ·
1912 ·
1913 ·
1914 ·
1915 ·
1916 ·
1917 ·
1918 ·
1919 ·
1920 ·
1921 ·
1922 ·
1923 ·
1924 ·
1925 ·
1926 ·
1927 ·
1928 ·
1929 ·
1930 ·
1931 ·
1932 ·
1933 ·
1934 ·
1935 ·
1936 ·
1937 ·
1938 ·
1939 ·
1940 ·
1941 ·
1942 ·
1943 ·
1944 ·
1945 ·
1946 ·
1947 ·
1948 ·
1949 ·
1950 ·
1951 ·
1952 ·
1953 ·
1954 ·
1955 ·
1956 ·
1957 ·
1958 ·
1959 ·
1960 ·
1961 ·
1962 ·
1963 ·
1964 ·
1965 ·
1966 ·
1967 ·
1968 ·
1969 ·
1970 ·
1971 ·
1972 ·
1973 ·
1974 ·
1975 ·
1976 ·
1977 ·
1978 ·
1979 ·
1980 ·
1981 ·
1982 ·
1983 ·
1984 ·
1985 ·
1986 ·
1987 ·
1988 ·
1989 ·
1990 ·
1991 ·
1992 ·
1993 ·
1994 ·
1995 ·
1996 ·
1997 ·
1998 ·
1999 ·
2000 ·
2001 ·
2002 ·
2003 ·
2004 ·
2005 ·
2006 ·
2007 ·
2008 ·
2009 ·
2010 ·
2011 ·
2012 ·
2013 ·
2014 ·
2015 ·
2016 ·
2017 ·
2018 ·
2019 ·
2020 ·
2021 ·
2022